# Tetramerium tenuissimum
Tetramerium tenuissimum är en akantusväxtart som beskrevs av Joseph Nelson Rose. Tetramerium tenuissimum ingår i släktet Tetramerium och familjen akantusväxter. Inga underarter finns listade i Catalogue of Life.